# Parisa Bakhtavar
Parisa Bakhtavar (en persan : پریسا بختآور), née le 2 février 1972, est une réalisatrice iranienne.

## Biographie
Parisa Bakhtavar est connue pour avoir réalisé la série télévisée Posht-e Konkooriha, qui  dépeint la vie d'élèves du secondaire préparant leur examen d'entrée au collège. Son premier film, Dayere Zangi, est une comédie filmée à Téhéran avec en vedette Amin Hayai.
Elle est mariée au réalisateur Asghar Farhadi avec qui elle a eu une fille, l'actrice Sarina Farhadi.

## Filmographie partielle

### Au cinéma

#### Réalisatrice
- 2008 : Dayereh-e zangi

### À la télévision

#### Réalisatrice
- 2002 : Yadashthaye koodaki
- 2002 : Poshte Konkoriha
- 2004 : Man Yek Mostajeram

#### Productrice
- 2000 : Dastane yek shahr